# Droogmansia
Genre
Droogmansia est un genre de plantes dicotylédones de la famille des Fabaceae, sous-famille des Faboideae, originaire d'Afrique tropicale, qui comprend 24 espèces acceptées.

## Étymologie
Le nom générique, « Droogmansia », est un hommage à Hubert Droogmans (1858-1938), haut fonctionnaire belge, secrétaire général du département des Finances de l'État indépendant du Congo de 1894 à 1908,.

## Liste d'espèces
Selon The Plant List (7 novembre 2018) :
- Droogmansia angolensis Torre
- Droogmansia chevalieri (Harms) Hutch. & Dalziel
- Droogmansia dorae Torre
- Droogmansia elongata B.G.Schub.
- Droogmansia giorgii De Wild.
- Droogmansia godefroyana (Kuntze) Schindl.
- Droogmansia gossweileri Torre
- Droogmansia grandiflora B.G.Schub.
- Droogmansia lancifolia Schindl.
- Droogmansia ledermannii Schindl.
- Droogmansia longirhachis B.G.Schub.
- Droogmansia megalantha (Taub.) De Wild.
- Droogmansia mildbraedii Schindl.
- Droogmansia montana Jacq.-Fel.
- Droogmansia munamensis De Wild.
- Droogmansia pteropus (Baker) De Wild.
- Droogmansia reducta De Wild.
- Droogmansia scaettaiana A.Chev. & Sillans
- Droogmansia sillansii A.Chev.
- Droogmansia tenuis B.G.Schub.
- Droogmansia tisserantii Sillans
- Droogmansia van-meelii B.G.Schub.
- Droogmansia vanderystii De Wild.
- Droogmansia velutina B.G.Schub.